# J'accuse (film)
J'accuse, ook bekend onder de Engelstalige titel An Officer and a Spy, is een Frans-Italiaanse historische thriller uit 2019 onder regie van Roman Polański. De film is gebaseerd op de Dreyfusaffaire, een antisemitisch schandaal dat Frankrijk aan het einde van de 19e eeuw in de ban hield. De hoofdrollen worden vertolkt door Jean Dujardin, Louis Garrel, Mathieu Amalric en Emmanuelle Seigner.

## Verhaal
In 1894 wordt de Franse kapitein Alfred Dreyfus ten onrechte schuldig bevonden aan spionage, waarna hij een levenslange gevangenisstraf moet uitzitten op het beruchte Duivelseiland. Inlichtingenofficier Georges Picquart bijt zich ondanks politieke druk vast in de zaak en ontdekt niet alleen dat Dreyfus onschuldig is, maar ook dat de ware spion nog steeds actief is.

## Rolverdeling
| Acteur             | Personage                     |
| ------------------ | ----------------------------- |
| Jean Dujardin      | Georges Picquart              |
| Louis Garrel       | Kapitein Alfred Dreyfus       |
| Emmanuelle Seigner | Pauline Monnier               |
| Mathieu Amalric    | Alphonse Bertillon            |
| Melvil Poupaud     | Fernand Labori                |
| Eric Ruf           | Jean Sandherr                 |
| Laurent Stocker    | Georges-Gabriel de Pellieux   |
| Wladimir Yordanoff | Auguste Mercier               |
| Didier Sandre      | Raoul Le Mouton de Boisdeffre |
| Michel Vuillermoz  | Armand du Paty de Clam        |
| Grégory Gadebois   | Hubert-Joseph Henry           |
| Vincent Grass      | Jean-Baptiste Billot          |
| Hervé Pierre       | Charles-Arthur Gonse          |
| Denis Podalydès    | Edgar Demange                 |

## Productie

### Ontwikkeling
In 2011 kreeg Roman Polański van schrijver Robert Harris, met wie hij even voordien de thriller The Ghost Writer (2010) had geschreven, de vraag of hij interesse had in een film over de Dreyfusaffaire. De regisseur bevestigde dat hij al langer met het idee speelde om een film over het onderwerp te maken, maar niet wist hoe hij het verhaal op een boeiende manier kon vertellen. "Vanaf dat moment begon ik over Dreyfus te lezen en zag ik in de kern van de zaak een briljant spionageverhaal, een verhaal dat door de vele maatschappelijke beschouwingen over antisemitisme wel eens ondergesneeuwd raakt," verklaarde Harris. Zowel Polański als Harris werd aangetrokken door het aspect van de klokkenluider.
Aanvankelijk hoopte Polański al eind 2012 aan de opnames te kunnen beginnen. Het project werd tijdelijk stopgezet toen Polański aan de productie van La Vénus à la fourrure (2013) begon. Harris maakte van de tijd gebruik om zijn research in een boek uit te brengen.
In 2013 publiceerde Harris met An Officer and a Spy (Nederlands: De officier) een historische roman waarin de Dreyfusaffaire vanuit het standpunt van luitenant-kolonel Georges Picquart verteld wordt als een spionagethriller. Polański besloot voor zijn film Harris' narratieve structuur te volgen: "Dreyfus is, zoals wel meer helden, niet zeer interessant. Het was geen bijzonder aantrekkelijke of sympathieke man, zelfs niet voor degenen die hem steunden. (...) Door op George Picquart toe te spitsen, krijgt ons verhaal de uitstraling van een spannende film, een thriller."
Polański zag in het verhaal van Picquart een link met hedendaagse klokkenluiders als Edward Snowden en Patrick Maisonneuve, de advocaat van de Bygmalionaffaire. Volgens de regisseur bevatte de Dreyfusaffaire elementen die nog steeds zeer actueel zijn: "Het is zeer relevant voor wat er vandaag in de wereld gebeurt; het eeuwenoude spektakel van een heksenjacht op minderheden, veiligheidsparanoia, geheime militaire tribunalen, oncontroleerbare inlichtingendiensten, doofpotoperaties van de overheid en een bloeddorstige pers."
In juni 2014 werd bericht dat er plannen waren om de film in Parijs en Warschau op te nemen, onder meer in een van de studio's waar Polański eerder al The Pianist (2002) had opgenomen. Toen de regisseur vervolgens naar Polen reisde, vroeg de Verenigde Staten aan de Poolse overheid om hem uit te leveren vanwege een verkrachtingszaak uit 1977. De vraag tot uitlevering zorgde ervoor dat de opnames werden uitgesteld. Nadien werd het fiscaal voordeliger om de volledige productie naar Parijs te verhuizen. Het budget voor de film werd in 2016 op zo'n 60 miljoen euro geschat.
Ook plannen om in juli 2016 aan de opnames te beginnen, werden uitgesteld. In het najaar van 2017 verklaarde Polański dat hij nog op zoek was naar een geschikte filmster om de cast te leiden: "Het probleem van de film is een combinatie van casting en financiën. Het is een dure film en dit soort grootschalige films hebben een winstgevende filmster nodig, om het cru te zeggen. En de sterren die aan de eisen van de investeerders voldoen zie ik niet in de rol van ons hoofdpersonage Picquart."
In oktober 2018 werd bericht dat investeerders uit Frankrijk en Italië het project zouden financieren. Het budget voor J'accuse werd op zo'n 22 miljoen euro geschat.

### Casting
In september 2018 raakte bekend dat Jean Dujardin in de huid zou kruipen van Georges Picquart. Verder werd onthuld dat de rest van de cast bestond uit onder meer Louis Garrel, Mathieu Amalric, Melvil Poupaud en Polański's echtgenote Emmanuelle Seigner.

### Opnames
De opnames gingen op 26 november 2018 van start en eindigden op 28 april 2019. De opnames vonden hoofdzakelijk plaats in en rond Parijs. Er werd onder meer gefilmd in de Église Saint-Germain-l'Auxerrois, op de militaire basis van Frileuse in Beynes (Yvelines) en in Moret-sur-Loing en Écuelles (Seine-et-Marne). De scènes die zich op het Duivelseiland afspelen, werden in maart 2019 opgenomen op de landtong van Primel in Plougasnou (Bretagne).

## Release en controverse
De film ging op 30 augustus 2019 in première op het filmfestival van Venetië. Op 13 november 2019 werd J'accuse in de Franse en Belgische bioscoop uitgebracht. 
De bioscooprelease van de film ging vanwege Polański's verleden en zijn kritische uitspraken over de MeToo-beweging gepaard met veel controverse. Om die reden vond de film geen Amerikaanse en Britse distributeur. In de aanloop naar de Franse première werd de regisseur bovendien opnieuw door een actrice beschuldigd van verkrachting. De Franse promotiecampagne van de film werd vervolgens stopgezet. De première in Parijs werd geannuleerd omdat zo'n 40 demonstranten de toegang tot de bioscoop hadden geblokkeerd. Ook in Brussel werden verschillende bioscopen volgeplakt met protestaffiches.
Eind februari 2020 werd de film in Frankrijk bekroond met drie Césars. Polański woonde de uitreiking niet bij, maar won zelf wel de prijs voor beste scenario en beste regie. Toen bekendgemaakt werd dat Polański de categorie voor beste regie had gewonnen, verlieten enkele Franse filmmaaksters uit protest de zaal. Na de prijsuitreiking braken er in Parijs opnieuw protesten uit.

## Prijzen en nominaties
| Jaar | Prijs / Festival         | Categorie                     | Genomineerde(n)                                                | Uitslag     |
| ---- | ------------------------ | ----------------------------- | -------------------------------------------------------------- | ----------- |
| 2019 | Filmfestival van Venetië | Gouden Leeuw                  | Roman Polański                                                 | Genomineerd |
| 2019 | Filmfestival van Venetië | Grote Juryprijs               | Roman Polański                                                 | Gewonnen    |
| 2019 | Filmfestival van Venetië | FIPRESCI-prijs                | Roman Polański                                                 | Gewonnen    |
| 2019 | Filmfestival van Venetië | Green Drop Award              | Roman Polański                                                 | Gewonnen    |
| 2019 | Filmfestival van Venetië | Sorriso Diverso Venezia Award | Roman Polański                                                 | Gewonnen    |
| 2019 | Europese filmprijzen     | Beste film                    | Roman Polański, Alain Goldman                                  | Genomineerd |
| 2019 | Europese filmprijzen     | Beste regie                   | Roman Polański                                                 | Genomineerd |
| 2019 | Europese filmprijzen     | Beste acteur                  | Jean Dujardin                                                  | Genomineerd |
| 2019 | Europese filmprijzen     | Beste scenario                | Roman Polański, Robert Harris                                  | Genomineerd |
| 2020 | César Awards             | Beste film                    | Roman Polański, Alain Goldman                                  | Genomineerd |
| 2020 | César Awards             | Beste regie                   | Roman Polański                                                 | Gewonnen    |
| 2020 | César Awards             | Beste acteur                  | Jean Dujardin                                                  | Genomineerd |
| 2020 | César Awards             | Beste mannelijke bijrol       | Louis Garrel                                                   | Genomineerd |
| 2020 | César Awards             | Beste mannelijke bijrol       | Grégory Gadebois                                               | Genomineerd |
| 2020 | César Awards             | Beste bewerkte scenario       | Roman Polański, Robert Harris                                  | Gewonnen    |
| 2020 | César Awards             | Beste camerawerk              | Paweł Edelman                                                  | Genomineerd |
| 2020 | César Awards             | Beste muziek                  | Alexandre Desplat                                              | Genomineerd |
| 2020 | César Awards             | Beste montage                 | Hervé de Luze                                                  | Genomineerd |
| 2020 | César Awards             | Beste geluid                  | Lucien Balibar, Aymeric Devoldère, Cyril Holtz, Niels Barletta | Genomineerd |
| 2020 | César Awards             | Beste kostuumontwerp          | Pascaline Chavanne                                             | Gewonnen    |
| 2020 | César Awards             | Beste productieontwerp        | Jean Rabasse                                                   | Genomineerd |